# Urochroa
Urochroa é um gênero de aves apodiformes pertencente à família dos troquilídeos, que inclui os beija-flores. O gênero possui duas espécies, anteriormente consideradas coespecíficas, que se encontram distribuídas restritamente em florestas montanhosas úmidas próximas à encostas andinas no nordeste da América do Sul. As espécies representantes do gênero são, vernaculamente, denominadas como beija-flor-de-boca-ruiva ou colibri-de-loros-ruivos e beija-flor-de-cauda-branca ou colibri-de-dorso-verde, respectivamente.

## Sistemática e taxonomia
Esse gênero foi descrito primeiramente na década de 1850, estando originalmente classificada dentro do gênero Trochilus, com sua espécie U. bougueri sendo nomeada pelo ornitólogo francês Jules Bourcier. Algum tempo após a descrição original, John Gould, conhecido por suas contribuições para a história natural dos beija-flores, decidiu, em uma iniciativa para classificar com mais detalhes a taxonomia destas aves, reclassificar a espécie dentro de um gênero monotípico, Urochroa, tornando a taxonomia de Lineu obsoleta. Posteriormente, haveriam esforços para o reconhecimento desta segunda espécie, U. leucura que, durante muito tempo, manteria seu estatuto de subespécie. Esta última, entretanto, havia sido descrita inicialmente por George Newbold Lawrence em 1864. Algum tempo depois, estabeleceriam-se as subespécies U. bougueri bougueri e U. bougueri leucura.
De acordo com as definições estabelecidas pelo Comitê Ornitológico Internacional (COI), o gênero é constituído por duas espécie sem táxons subordinados, onde não existem subespécies, sendo que uma das espécies, bougueri, atua como espécie-tipo. Essa situação também pode ser observada na taxonomia de Clements e no Handbook of the Birds of the World (HBW), pela BirdLife International. Geralmente, os identificadores taxonômicos que agrupam estas duas categorias em um táxon único seguem a taxonomia de Sibley–Monroe. Recentemente, de acordo com uma das propostas feitas pelo South American Classification Committee, a American Ornithological Society reconhece o desmembramento da espécie-tipo do gênero Urochroa, relevando um estatuto de espécie às respectivas subespécies, atualmente obsoletas.
Etimologicamente, o nome que descreve o gênero é oriundo da combinação de dois termos em grego antigo, sendo ουρά, ourá, literalmente "cauda"; e χρόα, khroa, significando "cor" ou "tez". Por sua vez, seu descritor específico bougueri caracteriza a contraparte em latim de Pierre Bouguer, astrônomo, geodesista e físico francês. Já um outro descritor específico, leucura, caracteriza-se por uma amálgama dos termos λευκός, léucos, que significa "branco" adicionado de outro termo, ουρά, ourá, literalmente "cauda", em referência à plumagem de seu rabo.

### Espécies[1][2]
- Urochroa bougueri (Bourcier, 1851), beija-flor-de-boca-ruiva — espécie-tipo, pode ser encontrada na região andina do sudoeste da Colômbia e noroeste do Equador
- Urochroa leucura (Lawrence, 1864), beija-flor-de-cauda-branca — pode ser encontrada na encosta andina do sul da Colômbia, ao leste Equador e nordeste do Peru